# Brisis

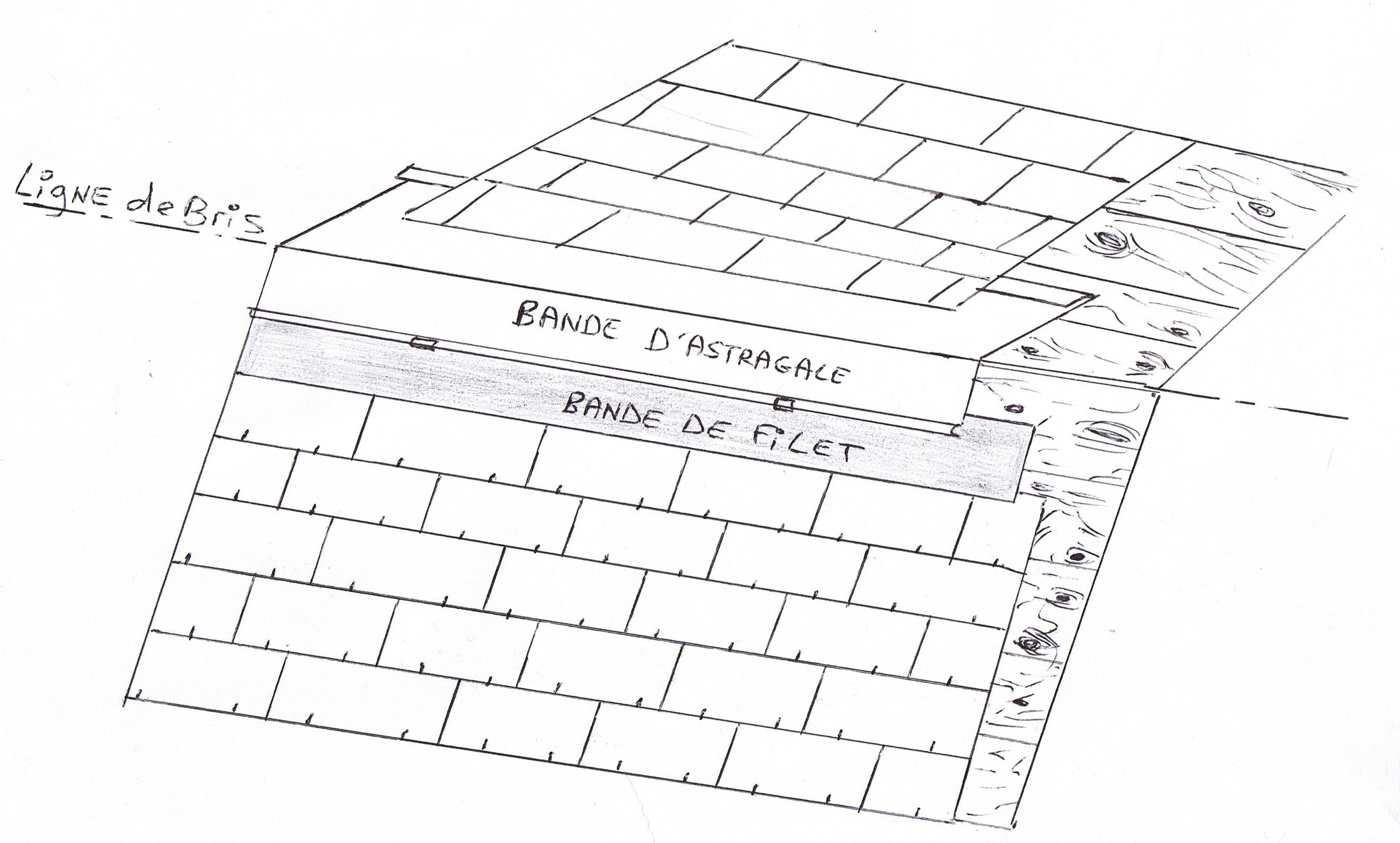
Schéma expliquant les divers composants de la ligne de bris.

Le brisis est la partie inférieure d'une toiture en combles à la Mansart. Il est situé sous la ligne de bris et sous le terrasson. La ligne de bris ou ligne de brisis est la ligne de changement de pente.

## Technique
La bande d'astragale est une bande métallique disposée pour faire la jonction et assurer l'étanchéité entre le brisis et le terrasson. Elle est positionnée sur la ligne de bris dans le cas d'une toiture comprenant des combles en mansarde. Sur sa partie supérieure, on trouve une pince destinée à empêcher les fuites par remontées capillaires. Fixée par des pattes métalliques soudées ou agrafées et non par des pointes, elle est ainsi parfaitement étanche.
Sur le brisis s'intercale, entre la bande d'astragale et l'ardoise, la bande de filet : autre bande métallique, le plus souvent en plomb, servant à faciliter les réparations sur les ardoises sans toucher à la bande d'astragale. En effet, le plomb étant souple et malléable, le couvreur peut tordre cette bande sans la déposer et ainsi manipuler et retirer les ardoises du dernier rang sans difficulté.
Le brisis peut aussi être réalisé avec des membrons. Il s'agit d'une tôle, le plus souvent en zinc ou en plomb, pliée sur un demi-rond en bois relié à la charpente. Le bas du membron comporte une pince pour que l'eau ne remonte pas par capillarité. La bande de filet est positionnée juste en dessous.

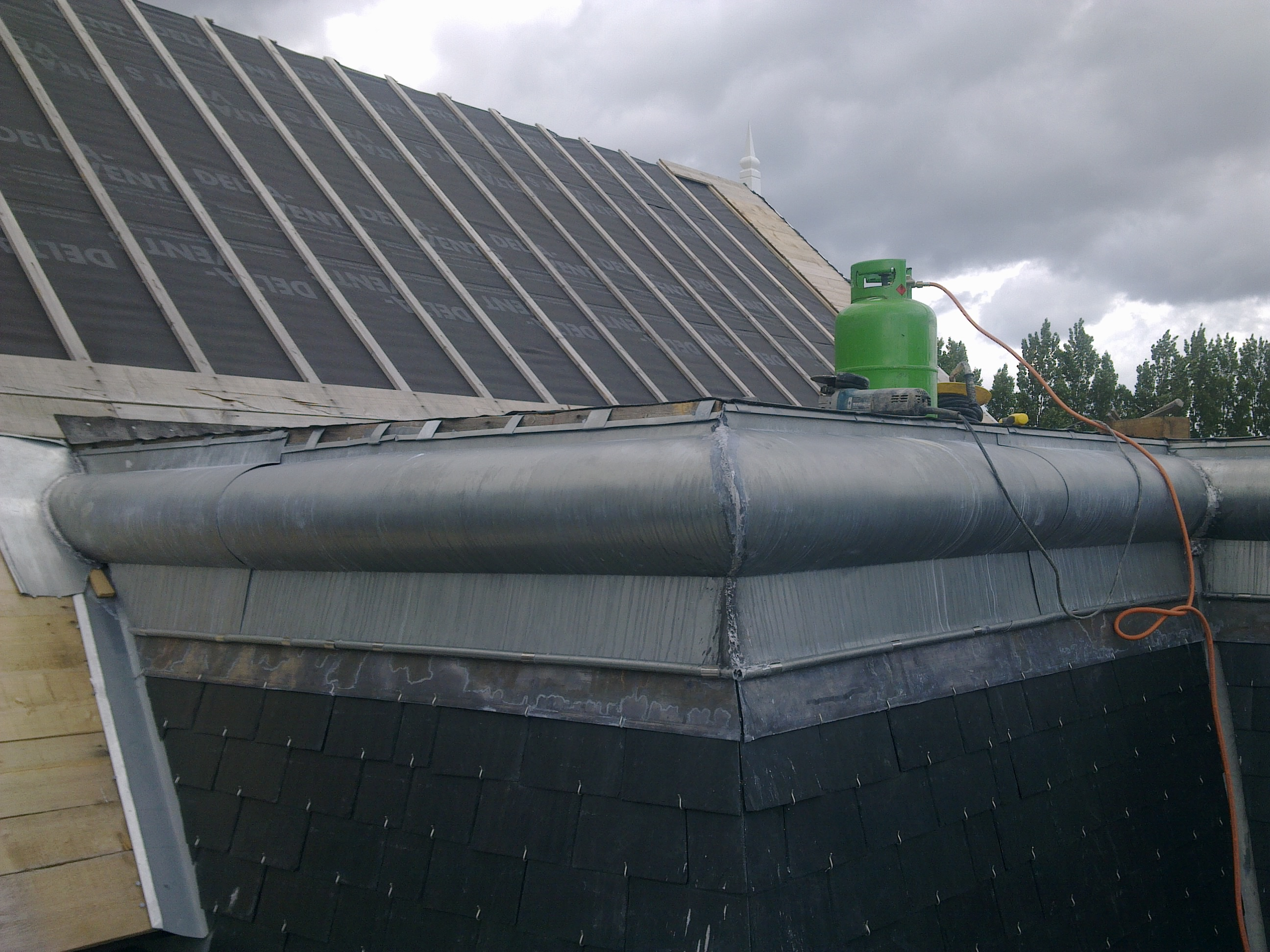
Membron en zinc et bande de filet en plomb.

## Nature des matériaux utilisés
- Ardoise
- Cuivre
- Plomb
- Tuile
- Zinc